# فیستول پیشاب‌راهی-مهبلی
فیستول پیشاب‌راهی-مهبلی (انگلیسی: Urethrovaginal fistula) یک مسیر ارتباطی غیرطبیعی مابین پیشاب‌راه و واژن است.
این عارضهٔ غیرطبیعی سبب بی‌اختیاری ادراری می‌شود چرا که ادرار بحای پیش‌آبراه از مهبل بیرون می‌زند.
دلیل بروز این نوع فیستول، بروز عوارض زایمانی، آسیب‌های ناشی از کارگذاری کاتتر (سوند) یا خطای پزشکی حین جراحی است.